# Municipio de Monroe (condado de Randolph)
El municipio de Monroe (en inglés: Monroe Township) es un municipio ubicado en el condado de Randolph en el estado estadounidense de Indiana. En el año 2010 tenía una población de 3711 habitantes y una densidad poblacional de 49,16 personas por km².

## Geografía
El municipio de Monroe se encuentra ubicado en las coordenadas 40°12′51″N 85°9′20″O / 40.21417, -85.15556. Según la Oficina del Censo de los Estados Unidos, el municipio tiene una superficie total de 75.48 km², de la cual 75,46 km² corresponden a tierra firme y (0,03 %) 0,02 km² es agua.

## Demografía
Según el censo de 2010, había 3711 personas residiendo en el municipio de Monroe. La densidad de población era de 49,16 hab./km². De los 3711 habitantes, el municipio de Monroe estaba compuesto por el 97,71 % blancos, el 0,3 % eran afroamericanos, el 0,86 % eran amerindios, el 0,11 % eran asiáticos, el 0,08 % eran de otras razas y el 0,94 % eran de una mezcla de razas. Del total de la población el 0,59 % eran hispanos o latinos de cualquier raza.